# Травальято
Травальято (итал. Travagliato) — город и коммуна в Италии, располагается в провинции Брешиа области Ломбардия.
Население составляет 11 761 человек (на 2004 г.), плотность населения составляет 647 чел./км². Занимает площадь 17 км². Почтовый индекс — 25039. Телефонный код — 030.
Покровителями коммуны почитаются святые апостолы Пётр и Павел, празднование 29 июня.

## Города-побратимы
- Бофор-ан-Валле, Франция